# Silnice II/384
Silnice II/384 je silnice II. třídy, která vede z křižovatky u Nového Dvora (část Veverské Bítýšky) do Brna. Je dlouhá 13 km a celá se nachází na území města Brna. Je to významná brněnská radiální komunikace severozápadního směru (ulice Kníničská a Obvodová), obsluhující jižní břeh Brněnské přehrady (ul. Rakovecká) a propojující Brno s Veverskou Bítýškou.

## Vedení silnice

### Jihomoravský kraj, okres Brno-město
- Nový Dvůr (křiž. II/386)
- Bystrc (křiž. III/3844)
- Komín (křiž. III/3846)
- Žabovřesky (křiž. I/42)